# Pacoa
Pacoa is een departementale corregimiento in het Colombiaanse departement Vaupés. De gemeente telt 4771 inwoners (2005). Hoofdplaats is Buenos Aires.
Gemeenten: Carurú · Mitú · Taraira

Departementale corregimientos: Pacoa · Papunahua · Yavaraté

Gemeentelijke corregimientos: Acaricuara · Villa Fátima